# Cecil Roth
Cecil Roth (Londra, 5 marzo 1899 – Gerusalemme, 21 giugno 1970) è stato uno storico e insegnante inglese di religione ebraica.
Ha studiato al Merton College di Oxford (Ph.D., 1924) e successivamente all'Università di Oxford come associato in studi ebraici dal 1939 al 1964. È stato inoltre ospite della Università Bar-Ilan in Israele (1964–1965) e alla City University of New York (1966–1969).
Negli anni '60 fu in polemica con le autorità religiose israeliane, in particolare con il rabbino Zvi Yehuda Kook, leader del sionismo religioso, per alcune sue affermazioni su Mosè.
Ciò nonostante, ha sempre goduto di vasta popolarità in Israele.
È stato direttore della Encyclopaedia Judaica dal 1965 fino alla morte. Ha scritto oltre 600 tra libri ed articoli, inclusi la storia degli ebrei in Inghilterra (1941) e Italia (1946), Storia dei marrani (1966), The Jews in the Renaissance (1959), Jewish Art (1961), e The Dead Sea Scrolls (1965). Il suo lavoro History of the Great Synagogue è disponibile online presso il Susser Archive.
I suoi lavori propongono un'interpretazione apologetica della storia ebraica.
Traduzioni in italiano delle sue opere:
"Gli ebrei in Venezia", trad. di Dante Lattes, Arnaldo Forni Editore, Bologna 1991 (ristampa anastatica dell'edizione del 1933).
"Storia del popolo ebraico", Silva, Milano 1962.